# Jacinto Santos
Jacinto José Martins Godinho Santos (Matosinhos, 1941. január 28. – Antwerpen, 2023. július 21.) válogatott portugál labdarúgó, hátvéd.

## Pályafutása

### Klubcsapatban
1959 és 1962 között a Leixões labdarúgója volt, ahol egy portugálkupa-győzelmet ért el. 1962 és 1971 között a Benfica csapatában szerepelt, ahol hét portugál bajnoki címet és három kupagyőzelmet ért el. Tagja volt az 1967–68-as idényben a BEK-döntős együttesnek. 1971–72-ben a FC Porto, majd a Leixões játékosa volt.

### A válogatottban
1966 és 1969 között öt alkalommal szerepelt a portugál válogatottban és két gólt szerzett.

## Sikerei, díjai
Leixões
- Portugál kupa (Taça de Portugal)
  - győztes: 1961

 Benfica
- Portugál bajnokság (Primeira Liga)
  - bajnok (7): 1962–63, 1963–64, 1964–65, 1966–67, 1967–68, 1968–69, 1970–71
- Portugál kupa (Taça de Portugal)
  - győztes (3): 1964, 1969, 1970
- Bajnokcsapatok Európa-kupája (BEK)
  - döntős: 1967–68
- Interkontinentális kupa
  - döntős: 1962

## Statisztika

### Mérkőzései a portugál válogatottban
| Portugália | Portugália         | Portugália                        | Portugália  | Portugália | Portugália  | Portugália   | Portugália | Portugália |
| #          | Dátum              | Helyszín                          | Hazai       | Eredmény   | Vendég      | Kiírás       | Gólok      | Esemény    |
| ---------- | ------------------ | --------------------------------- | ----------- | ---------- | ----------- | ------------ | ---------- | ---------- |
| 1.         | 1966. november 13. | Oeiras, Estádio Nacional do Jamor | Portugália  | 1 – 2      | Svédország  | Eb-selejtező | -          |            |
| 2.         | 1968. október 27.  | Oeiras, Estádio Nacional do Jamor | Portugália  | 3 – 0      | Románia     | vb-selejtező | 2          | 27' 67'    |
| 3.         | 1968. december 11. | Pireusz, Karaiszkákisz Stadion    | Görögország | 4 – 2      | Portugália  | Eb-selejtező | -          |            |
| 4.         | 1969. április 16.  | Lisszabon, Estádio José Alvalade  | Portugália  | 0 – 2      | Svájc       | vb-selejtező | -          | 46'        |
| 5.         | 1969. május 4.     | Porto, Estádio das Antas          | Portugália  | 2 – 2      | Görögország | vb-selejtező | -          | 46'        |
|            | Összesen           |                                   |             | 5          | mérkőzés    |              | 2          | gól        |